# حق المشاركة في البيع
حقوق المشاركة في البيع (بالإنجليزية: Tag Along Rights)‏، هي التزام تعاقدي يُستخدم لحماية الأقلية من حملة الأسهم، عادةً في صفقات رأس المال الاستثماري. عندما يبيع حملة أغلبية الأسهم حصتهم، يُمنح حملة الأسهم من الأقلية الحق في الانضمام للصفقة وبيع حصتهم أيضًا بنفس الشروط. هذا يسمح لهم بالاستفادة من نفس السعر الذي باعت به حملة الأسهم الأكبر. تُستخدم حقوق المشاركة في البيع بشكل شائع في الشركات الناشئة والشركات الخاصة الأخرى.